# Safia mascara
Safia mascara là một loài bướm đêm trong họ Noctuidae.